# Brousses et prairies xériques masaï
Localisation
La région des brousses et prairies xériques masaï est une écorégion terrestre définie par le WWF, appartenant au biome des déserts et terres arbustives xériques de l'écozone afrotropicale. Elle couvre une partie de l'Éthiopie, du Kenya, et une petite partie du Soudan du Sud.

## Géographie
C'est une pénéplaine ondulée, entre 200 et 700 m d'altitude avec des inselbergs atteignant 1 700 m ; les pics volcaniques du mont Kulal, à plus de 2 000 m, et du mont Marsabit, sont à la limite extérieure de l'écorégion. Elle comprend le delta de la rivière Omo et le lac Turkana. Elle est bordée au nord et à l'est par les formations buissonnantes et fourrés décidus à Acacia et Commiphora de la Somalie, à l'ouest et au sud par les brousses et fourrés à Acacia et Commiphora du Nord (en).

## Climat
Le climat est chaud avec une température mensuelle maximale de 30°C et minimale de 18 à 21°C. Il y a une courte saison humide entre mars et juin quand la zone de convergence intertropicale se déplace vers le nord. Les précipitations annuelles varient entre 200 et 400 mm mais la région a connu  plusieurs épisodes de sécheresse depuis les années 2000.

## Flore
La végétation est assez diversifiée avec un faible niveau d'endémisme ; elle est résistante aux feux de brousse qui sont courants. Elle consiste surtout en buissons nains. Pendant les années humides, il peut y avoir une végétation relativement abondante où dominent Aristida adcensionis et  Aristida mutabilis mais ces espèces et plusieurs autres peuvent faire totalement défaut pendant plusieurs années en période de sècheresse. Duosperma eremophilum (en) est répandu sur les sols sédimentaires humides, Indigofera spinosa sur les dunes. Les berges du lac Turkana, rocheuses ou sableuses, ont peu de végétation aquatique ; leur flore consiste surtout en aristides jaunes et palmier doum.

Flore et habitants du bassin du lac Turkana
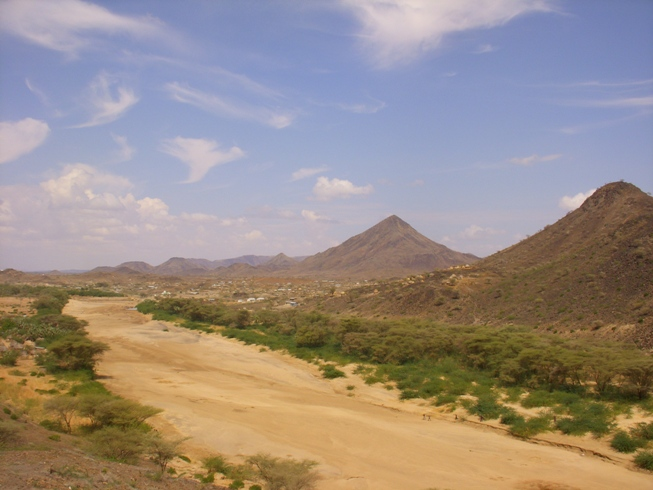
Paysage et rivière Turkwel près de Lodwar à l'ouest du lac en novembre 2010.
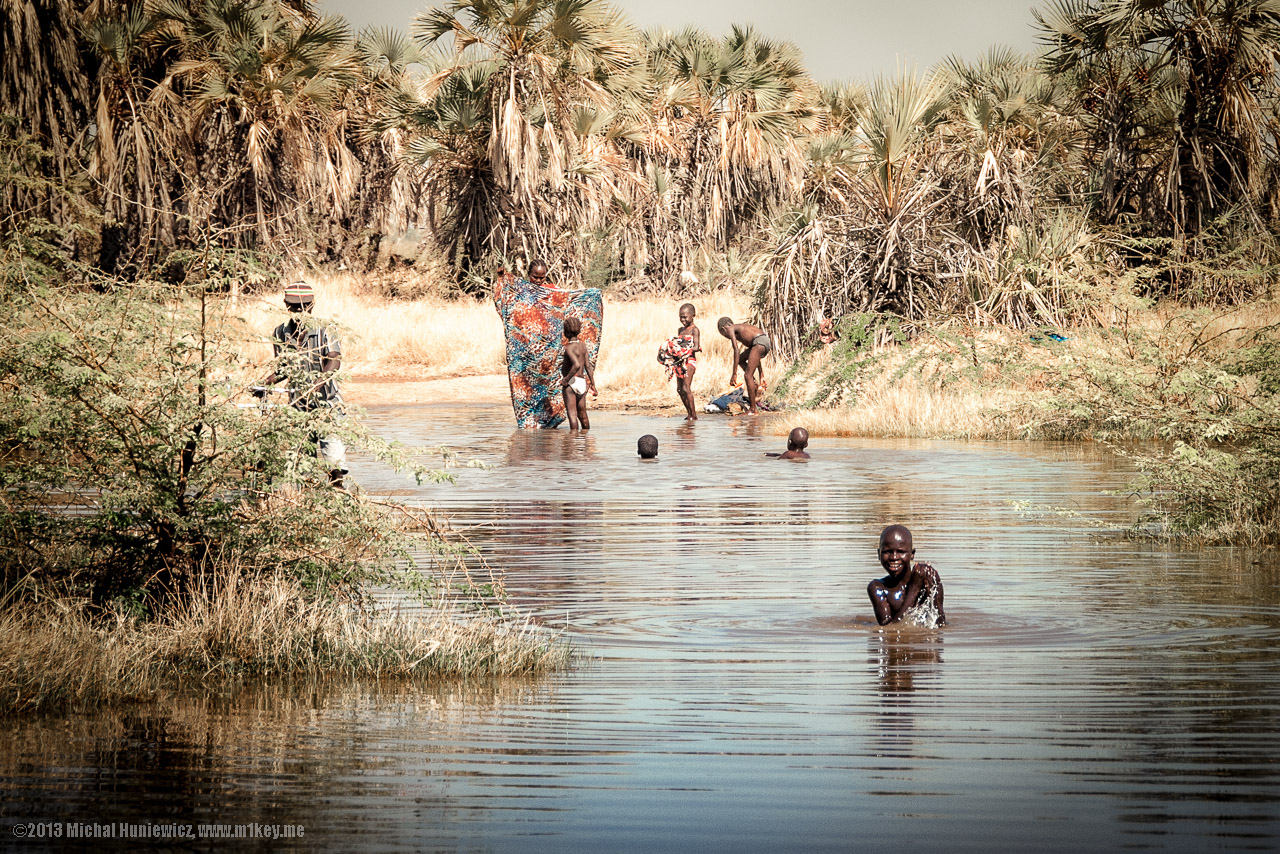
Végétation et habitants sur la rive ouest du lac en septembre 2013.
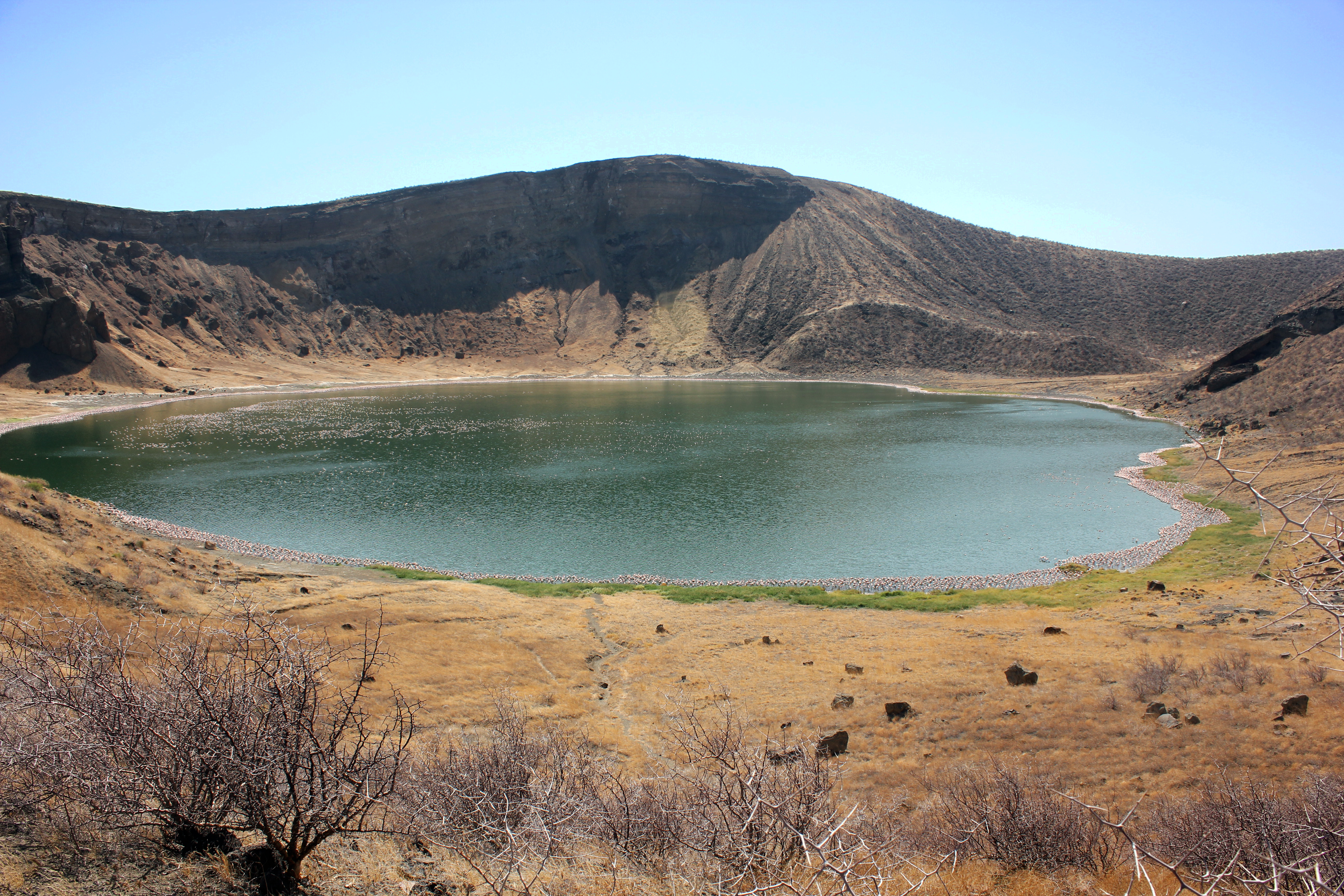
Lac des Flamants roses et bétail sur l'île centrale du lac Turkana en janvier 2014.
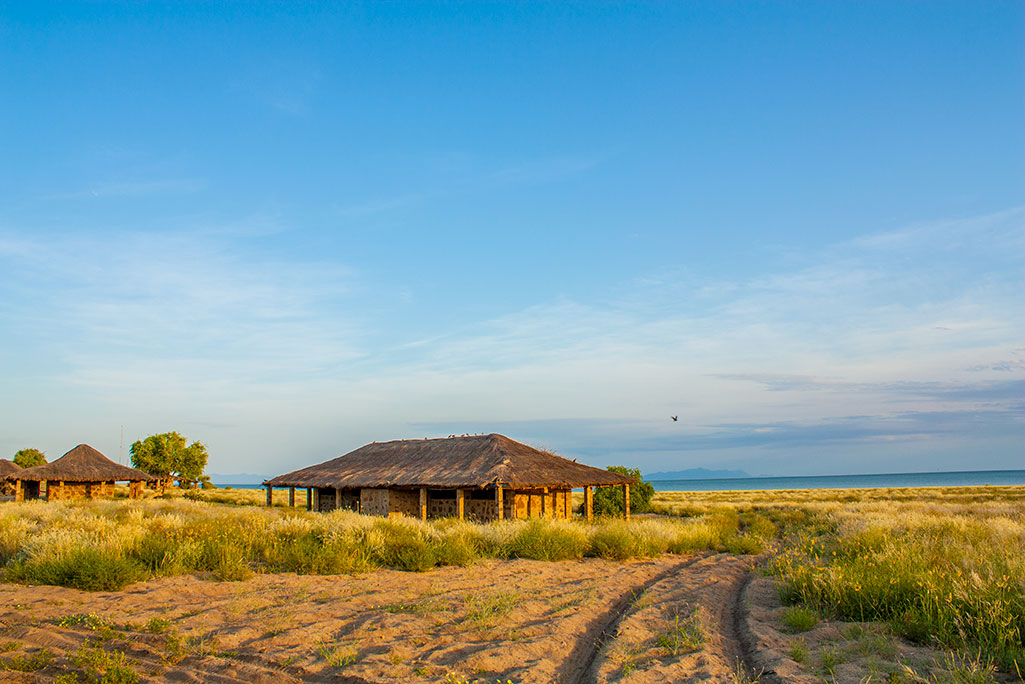
Végétation et musée de paléontologie de Koobi Fora sur la rive est du lac en mai 2012.

## Faune
Plusieurs grands mammifères, bien que raréfiés, survivent dans certaines aires protégées : zèbre de Burchell, girafe réticulée, éléphant, oryx beïsa, gazelle de Grant, topi, lion, guépard. Par contre, le rhinocéros noir a été exterminé et le zèbre de Grévy est très menacé. Parmi les petits mammifères, la gerbille d'Éthiopie est presque endémique. Au moins 13 espèces de chauve-souris appartenant à 6 familles ont été observées à l'est du lac Turkana, principalement dans des grottes et bâtiments ; les zones les plus riches en espèces sont Sibiloi, Koobi Fora et le mont Kulal.
Le lac Turkana abrite la plus grande population subsistante de crocodiles du Nil ainsi qu'une tortue endémique, Pelusios broadleyi, emblématique de l'écorégion.
Le bassin du lac est surtout connu pour son avifaune avec 350 espèces d'oiseaux, migrateurs ou permanents, dont une population d'une centaine de milliers de bécasseaux minutes. L'île centrale est une aire de reproduction du bec-en-ciseaux d'Afrique. Le désert Dida Galgalu abrite deux espèces endémiques d'Alaudidae : l'alouette de Williams  et l'alouette masquée.

Faune du bassin du lac Turkana
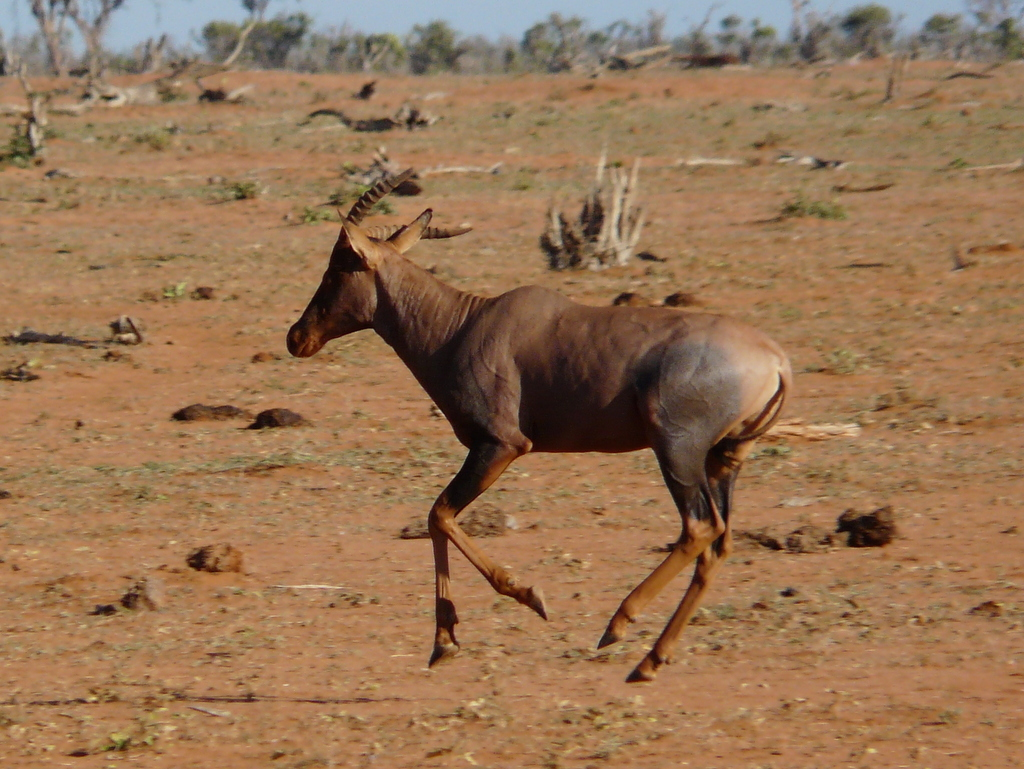
Un topi au Kenya en novembre 2013.
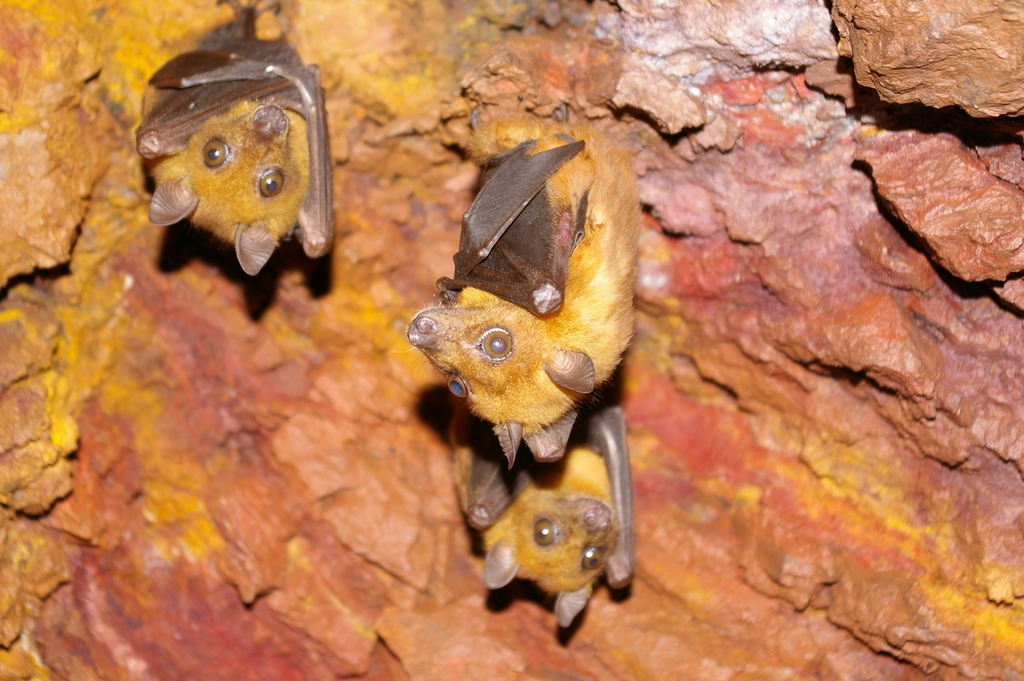
Chauve-souris Rousettus angolensis au Kenya en mars 2007.
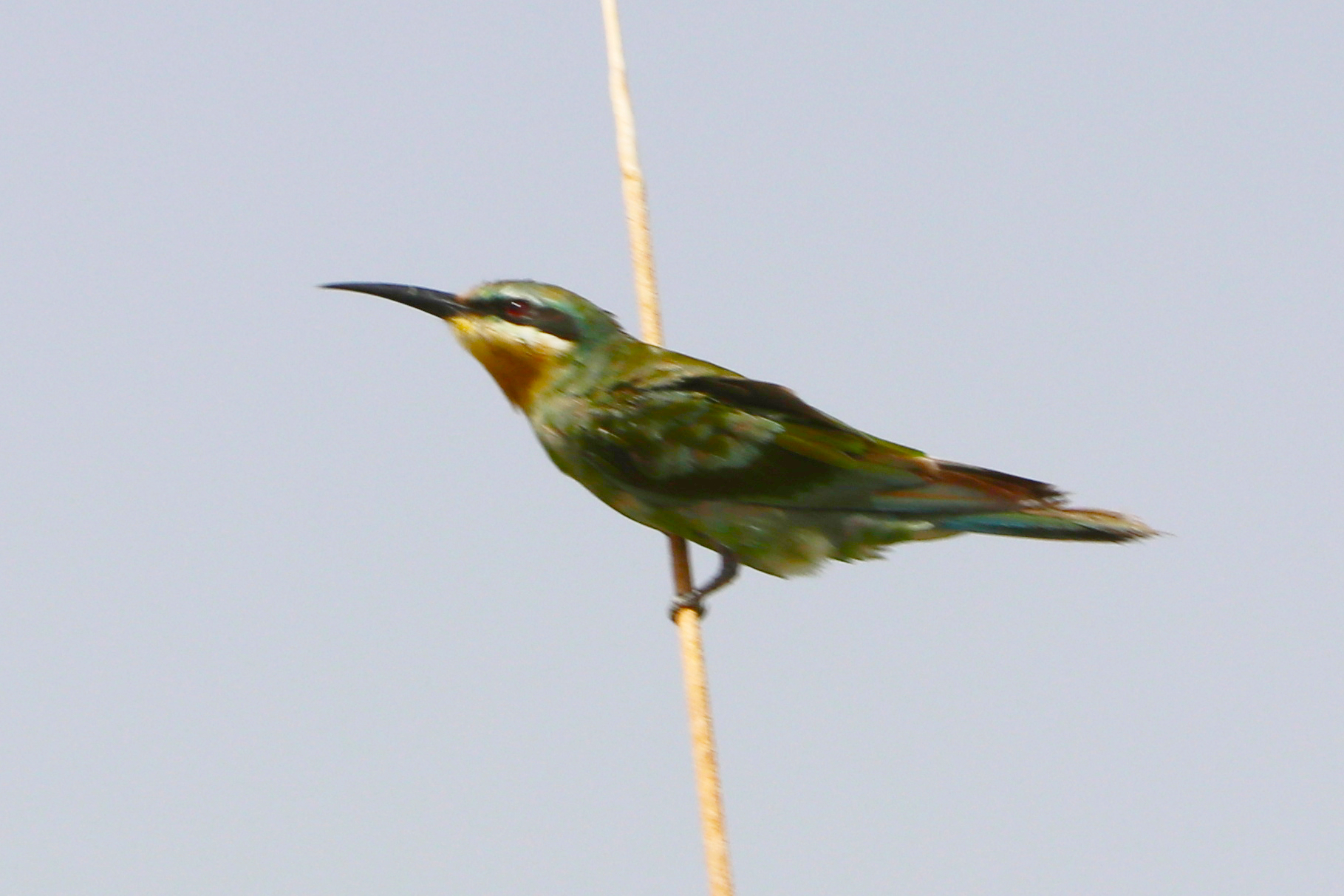
Un guêpier de Madagascar sur la rive nord du lac en janvier 2018.
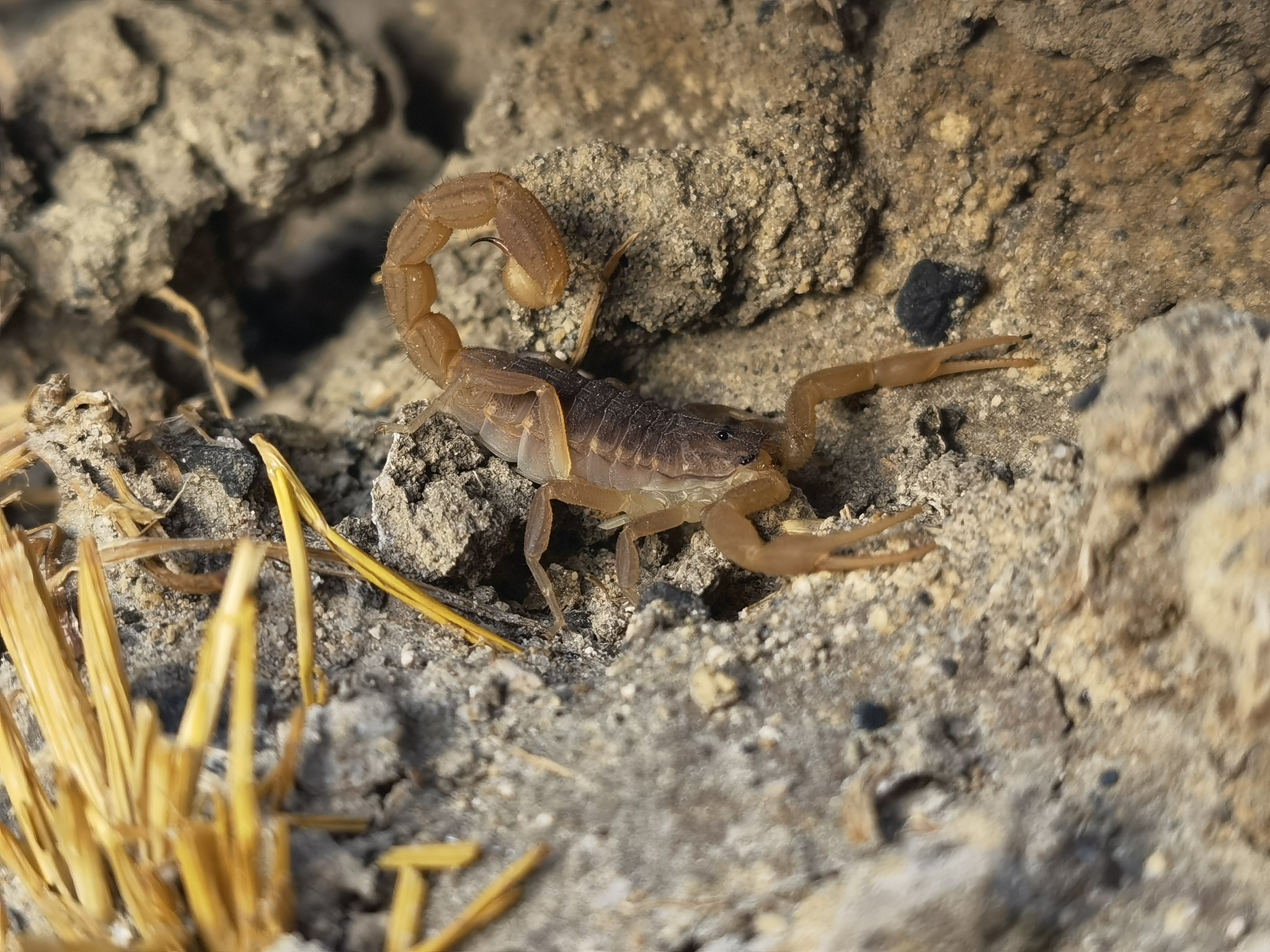
Un scorpion Hottentotta mazuchi sur la rive est du lac en août 2021.

## Menaces
L'écosystème est menacé par le surpâturage et le braconnage qui est endémique le long de la frontière entre l'Éthiopie et le Kenya. Les conflits pour le pâturage ont amené des affrontements entre les Samburu et les Turkana
.

## Aires protégées

### Kenya
- Les parcs nationaux du lac Turkana, inscrits sur la liste du patrimoine mondial de l'UNESCO, sont la principale aire protégée.
  - Parc national de Sibiloi
- Réserve de biosphère du mont Kulal[2].
- Le désert de Dida Galgalu est classé comme par l'Union internationale pour la conservation de la nature comme Zone clé de biodiversité (en)[5].

### Éthiopie
- Réserves de chasse d'Omo-Ouest et Murle[2].

### Soudan du Sud
- Parc national de Loelle (en projet)[6],[2].

Ni la réserve nationale du Masai Mara, dans le sud-ouest du Kenya, ni le parc national Borana (en)  peuplé par les Boranas, ni la réserve de faune de Chelbi (en) en Éthiopie, à l'ouest du parc Borana, ne font partie de cette écorégion.